# Metropolie Boston
Metropolie Boston je jedna z metropolií americké archiepiskopie Konstantinopolského patriarchátu.

## Historie a území
Roku 1922 byla zřízena bostonská eparchie, který byla později zrušena.
Dne 31. května 1938 došlo ke zřízení bostonského vikariátu, který byl roku 1950 přeměněn na Třetí arcibiskupský okruh. Dne 15. března 1979 byl okruh přeměněn na samostatnou eparchii.
Dne 20. prosince 2002 získala eparchie statut metropolie.
Zahrnuje státy Connecticut, Maine, Massachusetts, New Hampshire, Rhode Island a Vermont.

## Seznam biskupů a metropolitů

### Eparchie bostonská
- 1923–1930 Ioakeim (Alexopoulos)

### Vikariát Boston
- 1938–1949 Athenagoras (Kavvadas)

### Třetí arcibiskupský okruh
- 1950–1954 Iezekiil (Tsoukalas)
- 1954–1960 Athenagoras (Kokkinakis)
- 1960–1962 Meletios (Tripodakis)
- 1962–1967 Gerasimos (Papadopoulos)
- 1968–1973 Dimitrios (Makris)
- 1974–1978 Iakovos (Garmatis)

### Eparchie bostonská
- 1979–1983 Anthimos (Drakonakis)
- 1984–2002 Methodios (Tournas)

### Metropolie Boston
- od 2002 Methodios (Tournas)